# 브로니스와바 니진스카

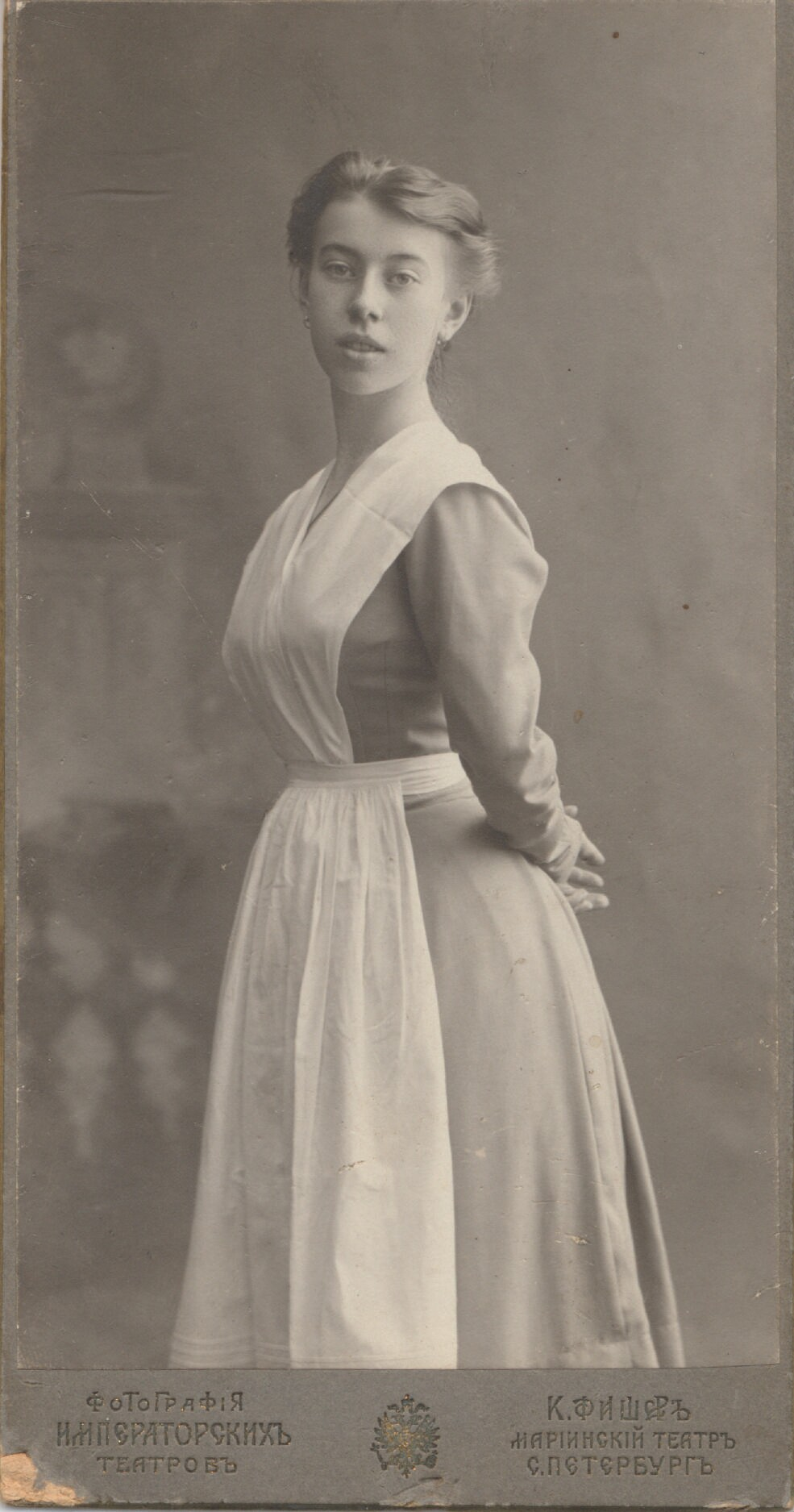

브로니스와바 니진스카(폴란드어: Bronisława Niżyńska, 1891년 1월 8일 - 1972년 2월 21일)는 폴란드계 러시아 무용수, 안무가, 교사이다. 바슬라프 니진스키의 여동생이다.

## 일대기
니진스카는 민스크에서 폴란드 무용수인 토마스와 엘레오노라 베레다 니진스키 사이에서 세 번째 아이로 태어났다. 니진스카는 4살때 오빠인 니진스키와 함께 니즈니노브고로드안에서 크리스마스 야외극로 무대 데뷔를 한다.
니진스카는 19세기 고전발레에 반기를 든 선구적인 작품에서 주역을 맡았다. 1910년에 그녀는 《사육제》에서 Papillon역으로 첫 독무를 추었고, 이는 큰 성공을 가져왔다.
니진스카는 마린스키 발레와 발레 루스의 일원으로 안무가로 활동하였고, 그녀의 가장 유명한 작품은《Les Noces》 (1923), 《푸른 기차》 (1924, 《Les Biches》 (1924)가 있다. 니진스카는 막스 라인하르트의 윌리엄 셰익스피어의 한 여름밤의 꿈을 각색한 1935년《동명의 영화》에서 안무를 맡았다. 여기서 멘델스죤의 음악이 사용되었다.
브로니슬로바는 미국 캘리포니아주 퍼시픽 팔리사이드에서 사망했다.
니진스카는 두번 결혼했으며, 아들은 차사고로 사망하였고, 그녀의 딸은 니진스카의 일을 뒤따르게 되었다. 니진스카가 결혼하지 않았지만, 일상 가장 사랑했던 이는 러시아의 대 베이스 가수인 샤리아핀이었다. 또한 니진스카는 양성애자이다.
그녀는 케이트 웨스트브룩과 마이크 웨스트브룩에 의한 니진스카 채임버 음반의 주제이다.